# Eric Langner

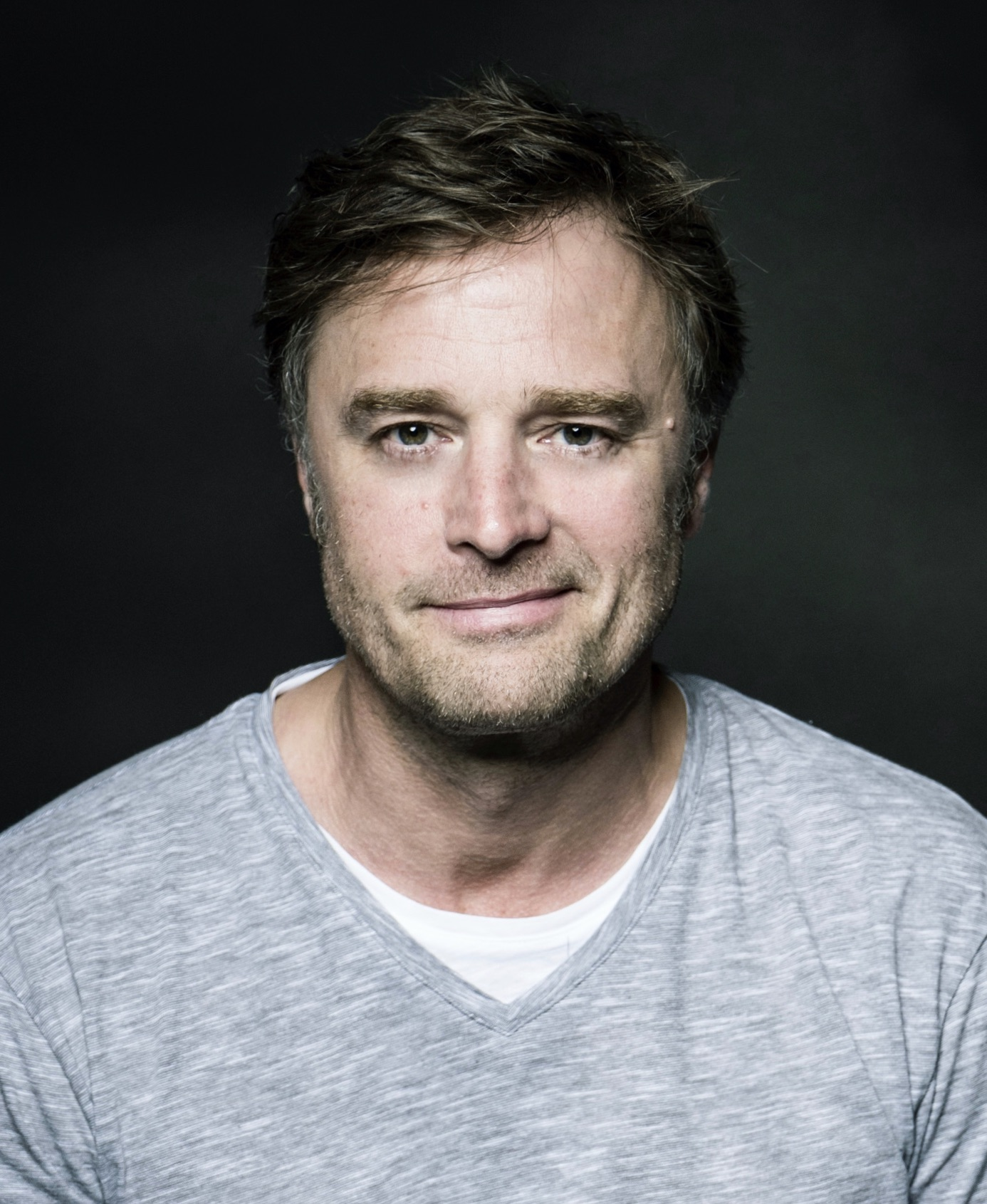
Eric Langner

Eric Langner (* 21. April 1966 in Bensberg) ist ein deutscher Schauspieler und Synchronsprecher.

## Leben
Langner absolvierte seine Schauspiel-Ausbildung in Deutschland und nahm zusätzlich an Workshops der Stella Adler School of Acting New York teil. Langner ist vor allem als Schauspieler für Fernsehfilme tätig und verkörperte von August 2012 bis Mai 2014 in der Soap Unter uns die Hauptrolle des Paul Beckmann.

## Filmografie
- 2003: Feierabend

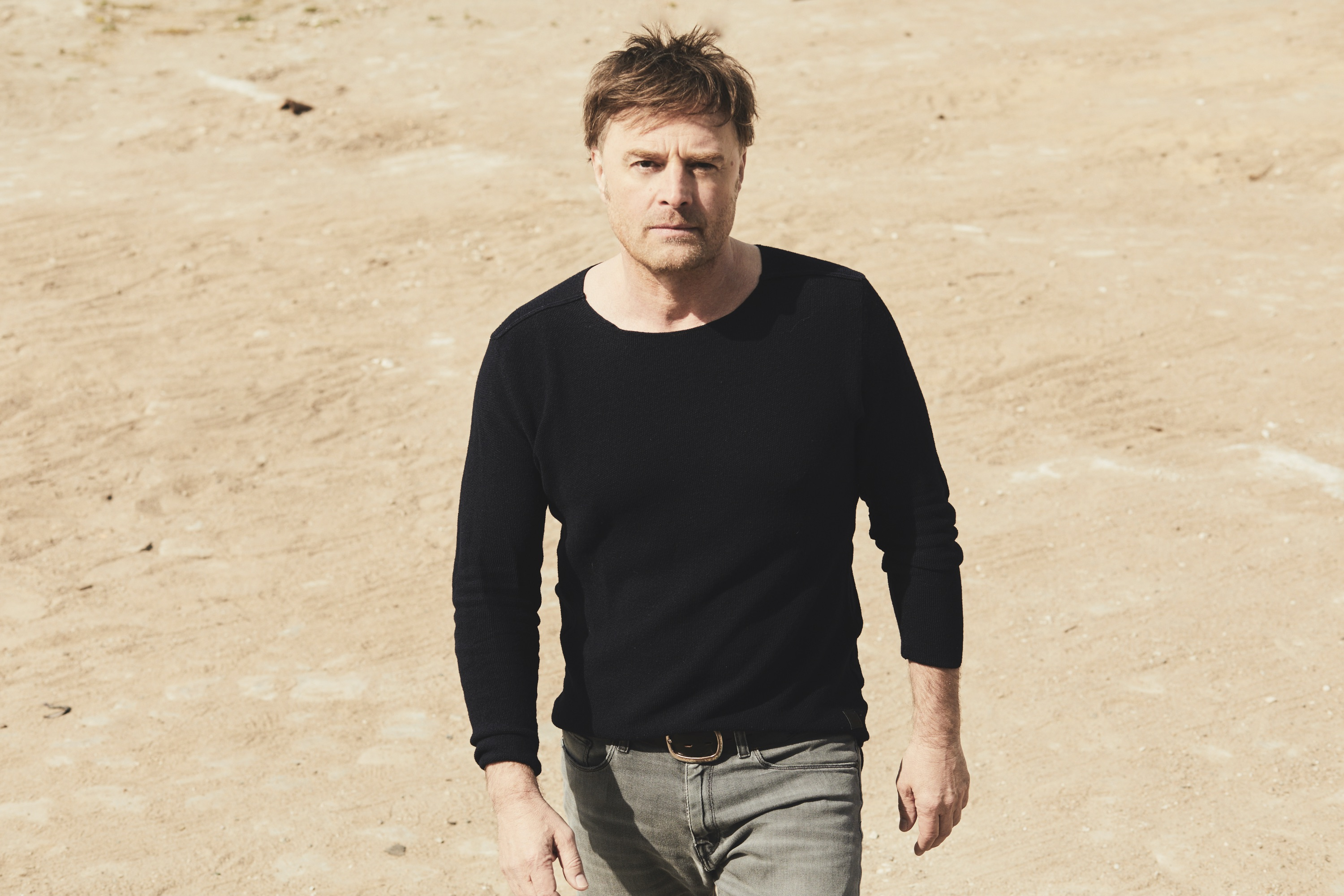
Eric Langner

- 2003: Pfarrer Braun (Fernsehserie)
- 2004: Die Rettungsflieger (Fernsehserie)
- 2005: Doppelter Einsatz (Fernsehserie)
- 2005: Rettungsflieger (Fernsehserie)
- 2005: Im Tal der wilden Rosen: Verzicht aus Liebe (Fernsehreihe)
- 2005: Alphateam (Fernsehserie)
- 2006: Küstenwache (Fernsehserie)
- 2006: Der Fürst und das Mädchen (Fernsehserie)
- 2006: Krimi.de
- 2007: Volles Haus – Comedy
- 2008: Insel des Lichts (Fernsehfilm)
- 2008: Inga Lindström: Sommer der Entscheidung (Fernsehreihe)
- 2008–2009: Rote Rosen (Fernsehserie)
- 2008–2009: Plötzlich Papa – Einspruch abgelehnt! (Fernsehserie)
- 2009: Der letzte Patriarch (Fernsehfilm)
- 2011: Schmidt & Schmitt – Wir ermitteln in jedem Fall (Fernsehserie)
- 2012: Die Rosenheim-Cops – Frostiger Tod
- 2012–2014: Unter uns (Fernsehserie)
- 2013: Heiter bis tödlich: Morden im Norden (Fernsehserie, Folge Bauernopfer)
- 2013: Notruf Hafenkante (Fernsehserie, Folge Schweigen ist Kupfer)
- 2013: Papa auf Probe
- 2018: Das Traumschiff – Malediven (Fernsehreihe)
- 2018: Morden im Norden (Fernsehserie, Folge Dunkle Wasser)
- 2018: Solo für Weiss – Es ist nicht vorbei
- 2020: Das Geheimnis des Totenwaldes (Fernsehfilm)
- 2024: Morden im Norden (Fernsehserie, Folge Vergiftet)

## Theater
- 2005: (K)lecker Kampnagel, Rolle: Ben

## Synchron- und Werbesprecher
- Synchronsprecher: L.A.Riot,
- Werbesprecher: T-Mobile, Mercedes Ohrfeige – Reloaded